# Seznam japonskih matematikov
Seznam japonskih matematikov.

## A
- Naonobu Adžima (安島 直円) (1732 – 1798)
- Jasuaki Aida (会田 安明) (1747 – 1817)
- Hirotugu Akaike (赤池 弘次) (1927 – 2009)
- Tadatoši Akiba (秋葉 忠利) (1942 –)
- Kazuhiko Aomoto
- Huzihiro Araki (荒木 不二洋) (1932 – 2022)
- Kazuoki Azuma (吾妻 一興) (1939 –)
- Goro Azumaja (東屋 五郎) (1920 – 2010)

## D
- Mičio Džimbo (神保 道夫) (1951 –)

## E
- Kacuja Eda (江田 勝哉)

## F
- Rikitaro Fudžisava (藤沢 利喜太郎) (1861 – 1933)
- Sadasuke Fudžita (藤田 定資) (1734 – 1807)
- Masahiko Fudživara (藤原 正彦) (1943 –)
- Kendži Fu-kaja (深谷賢治) (1959 –)

## H
- Masao Hadži (土師 政雄) (1925 – 1998)
- Curuiči Hajaši (林 鶴一) (1873 – 1935)
- Koičiro Harada (原田 耕一郎) (1941 –)
- Hiroši Haruki (春木 博) (1917/18 – 1997)
- Akio Hattori (服部 晶夫) (1929 – 2013)
- Haruzo Hida ((肥田 晴三) (1952 –)
- Kengo Hirači (平地 健吾) (1964 –)
- Eriko Hironaka (1962 –) (ameriška)
- Heisuke Hironaka (広中 平祐) (1931 –)  1970
- Tokijuki Hodžo (北条 時敬) (1858 – 1929)
- Šisandži Hokari (穂刈 四三二) (1908 – 2004)
- Taira Honda (本田 平) (1932 – 1975)
- Tošiaki Honda (本多 利明) (1744 – 1821)

## I
- Jun-Iči Igusa (井草 準一) (1924 − 2013)
- Jasutaka Ihara (伊原 康隆) (1938 –)
- Šigeru Iitaka (飯高 茂) (1942 –)
- Šokiči Ijanaga (彌永 昌吉) (1906 – 2006) (= 100 let)
- Masatoši Gündüz İkeda (池田 正敏 ギュンドゥズ) (1926 – 2003)
- Šikao Ikehara (池原 止戈夫) (1904 – 1984)
- Kijosi Ito (伊藤 清) (1915 – 2008)
- Nagajoši Ivahori (岩堀 長慶) (1926 – 2011)
- Kenkiči Ivasava (岩澤 健吉) (1917 – 1998)
- Masaši Izumi (1965 –)

## J
- Kunizo Jonejama (1877 – 1968)
- Arima Jorijuki (有馬 頼徸) (1714 – 1783)
- Kosaku Josida (吉田 耕作) (1909 – 1990)
- Micujoši Jošida (吉田 光由) (1598 – 1672)

## K
- Jošikijo Kamata (1678 – 1744)
- Jasumasa Kanada (金田 康正) (1949 –)
- Masaki Kashiwara/Kašivara (1947 –)
- Kazuya Kato (1952 –)
- Yasu Kawahigashi (1962 –)
- Ken-iči Kavarabajaši (河原林 健) (1975 –)
- Dairoku Kikuči (菊池 大麓) (1855 – 1917)
- Tatsuo Kimura (1947 –)
- Tošijuki Kobajaši (小林 俊行) (1962 –)
- Kunihiko Kodaira (小平 邦彦) (1915 – 1997)
- Jošikaru Kohajakava (コハヤカワヨシハル) (1963 –)
- Čodžuro Koide (小出 長十郎) (1797 – 1865)
- Toru Kumon (1914 – 1995) (Kumonova metoda učenja)
- Jošihiro Kurušima (久留島 義太) (???? – 1757)

## M
- Jošisuke Macunaga (松永良弼) (1690 – 1744)
- Yoshida Mitsuyoshi / Yoshida Kōyū (吉田 光由) 1598 – 1672)
- Jošio Mikami (三上 義夫) (1875 – 1950)
- Šiniči Močizuki (望月 新一) (1969 –)
- Šigefumi Mori (森 重文) (1951 –)
- Šigejoši Mori (Kambei Mori) (毛利 重能) (16. stoletje)

## N
- Masajoši Nagata (永田 雅宜) (1927 – 2008)
- Hiraku Nakadžima (中島 啓) (1962 –)
- Tadaši Nakajama (中山 正) (1912 – 1964)
- Isaac Namioka (波岡 維作) (1928 – 2019)
- Takao Nišizeki (西関 隆夫) (1947 –)
- Kacumi Nomizu (野水 克己) (1924 – 2008)

## O
- Jun O'Hara (1963 –)
- Kiyoshi Oka (1901 – 1978)
- Hirosi Ooguri (1962 –)

## S
- Masanobu Saka (18. stol.)
- Kohan Sakabe (坂部 廣胖) (1759 – 1824)
- Takakazu Šinsuke Seki (関孝和) (okoli 1642 – 1708)
- Daihachiro Sato (1932 – 2008)
- Mikio Sato (佐藤 幹夫) (1928 – 2023)
- Gorō Shimura (志村 五郎 (1930 – 2019)
- Toshikazu Sunada  (1948 –)

## Š
- Goro Šimura (Gorō Shimura) (志村 五郎) (1930 – 2019)
- Kendžiro Šoda (正田 建次郎) (1902 – 1977)

## T
- Yuji Tachikawa (1979 –)
- Teidži Takagi (高木 貞治) (1875 – 1960)
- Katahiro Takebe (建部 賢弘) (1664 – 1739)
- Jutaka Tanijama (谷山 豊) (1927 – 1958)

## U
- Kendži Ueno (上野 健爾) (1945 –)

## V
- Jasuši Vada (和田 寧) (1787 – 1840)
- Takeo Vada (和田 健雄) (1882 – 1944)